# شبكة التلفزيون العربية
شبكة التلفزيون العربية هي شركة وسائط إذاعية مقرها دبي، الإمارات العربية المتحدة، وهي جزء من مجموعة الإعلام العربي. تم دمج موظفيها ومواردها في مؤسسة دبي للإعلام .
عقدت شبكة التلفزيون العربية شراكة مع شبكات إم تي في الدولية التابعة لفاياكوم لإطلاق نسخة محلية من إم تي في، تسمى إم تي في أرابيا، نيكلوديون أرابيا، وبالإضافة إلى إطلاق أول قناة محتوى ينتجه المستخدم، شوف تي في.

## روابط خارجية
- المجموعة الإعلامية العربية